# Parayasa maculipennis
Parayasa maculipennis är en insektsart som beskrevs av William D. Funkhouser. Parayasa maculipennis ingår i släktet Parayasa och familjen hornstritar. Inga underarter finns listade i Catalogue of Life.